# Zenonas Juknevičius
Zenonas Juknevičius (* 10. Juni 1949 in Valdeikiai, Rajongemeinde Pasvalys) ist ein litauischer Jurist, Rechtsanwalt, ehemaliger Politiker, Justizminister Litauens.

## Biographie
1977 absolvierte Zenonas Juknevičius das Studium der Rechtswissenschaften an der Rechtsfakultät der Universität Vilnius. Von 1977 bis 1981 arbeitete er als Richter im Kreisgericht Šilutė, von 1981 bis 1988 als Obernotar im Notarbüro Kupiškis, von 1982 bis 1987 als Vernehmer in der Staatsanwaltschaft der Rajongemeinde Kupiškis, von 1987 bis 1990 stellvertretender Justizminister, danach Mitglied des Litauischen Seimas, 1992 Justizminister (zeitweilig), seit 1995 Rechtsanwalt.

## Familie
Zenonas Juknevičius ist verheiratet mit Rasa Urbonaitė-Rastauskienė-Juknevičienė (* 1958), Politikerin, litauische Verteidigungsministerin; sie haben eine Tochter und einen Sohn.